# Bonneviella regia
Bonneviella regia is een hydroïdpoliep uit de familie Bonneviellidae. De poliep komt uit het geslacht Bonneviella. Bonneviella regia werd in 1901 voor het eerst wetenschappelijk beschreven door Nutting. 